# Де Марки, Адевильдо
Адевильдо Марио Эудженио де Марки (итал. Adevildo Mario Eugenio De Marchi; 16 марта 1894, Генуя — 20 мая 1965, Генуя) — итальянский футболист, полузащитник. Участник летних Олимпийских игр 1920 года.

## Биография
Адевильдо де Марки родился 16 марта 1894 года в итальянском городе Генуя.
Играл в футбол на позиции полузащитника. В 1919—1921 годах выступал за «Андреа Дориа», провёл в чемпионате Италии 28 матчей, забил 2 мяча. В 1921—1922 годах сыграл 1 поединок в составе «Дженоа». В 1925—1926 годах защищал цвета «Сарцано».
В 1920 году вошёл в состав сборной Италии по футболу на летних Олимпийских играх в Антверпене, занявшей 4-е место. Играл на позиции полузащитника, участвовал в матче против сборной Испании (0:2), мячей не забивал. Этот поединок стал для де Марки единственным в составе сборной Италии.
Умер 20 мая 1965 года в Генуе.